# 숙의 홍씨 (성종)
숙의 홍씨(淑儀 洪氏, 1457년 8월 23일(음력 7월 25일) ~ 1510년 10월 24일(음력 9월 12일))는 조선 성종의 후궁이다. 본관은 남양이다.

## 생애
1457년(세조 3년) 7월 25일, 홍일동의 딸로 태어났다.
1470년(성종 1년), 성종의 후궁이 되었으며 성종과의 사이에서 7남 3녀를 두었다.

## 가족 관계
- 할아버지 : 홍상직
  - 백부 : 홍귀동
  - 이복 숙부 : 홍길동
- 아버지 : 홍일동
- 어머니 : 홍일동의 측실
- 남편 : 성종(成宗, 1457 ~ 1494)
  - 장남 : 완원군 수(完原君 𢢝, 1481 ~ 1509)
  - 차남 : 회산군 염(檜山君 恬, 1482 ~ 1512)
  - 삼남 : 견성군 돈(甄城君 惇, 1482 ~ 1507)
  - 사남 : 익양군 회(益陽君 懷, 1488 ~ 1552)
  - 오남 : 경명군 침(景明君 忱, 1489 ~ 1526)
  - 육남 : 운천군 인(雲川君 寅, 1491 ~ 1555)
  - 칠남 : 양원군 희(楊原君 憘, 1492 ~ 1551)
  - 장녀 : 혜숙옹주 수란(惠淑翁主 秀蘭, 1478 ~ ? )
  - 차녀 : 정순옹주 복란(靜順翁主 福蘭, 1486 ~ ? )
  - 삼녀 : 정숙옹주 여란(靜淑翁主 如蘭, 1493 ~ 1573)